# Pocky
Pocky (яп. ポッキー; в России часто именуется  По́ки́ или По́кки́) — японский сладкий снэк, производимый компанией Ezaki Glico. Pocky был изобретен в 1966 году японцем Ёсиаки Кома. Снэк состоит из бисквитной палочки покрытой глазурью. Название представляет собой японское звукоподражательное слово pokkiri (ポッキリ), напоминающее хруст снэков. 
После оригинального вкуса покки с шоколадом, в 1971 появились pocky со вкусом миндаля, в 1977 — со вкусом клубники, а позже — со вкусом молока, чая матча, мёда и прочих. На 2025 год, снэки имеют уже более сотни вкусов.

## Распространение
Среди японской молодёжи данные снэки очень распространены, поэтому pocky можно встретить и в прочих азиатских странах, таких как Китай, Южная Корея, Тайвань, Таиланд, Индонезия, Филиппины, Лаос, Малайзия, Сингапур, Гонконг, Индия, Мьянма, Бруней и Вьетнам. В Малайзии бренд продавался под названием «Rocky» в течение почти пятидесяти лет, однако в 2014 году название было изменено на «Pocky», также были изменены слоган и дизайн бренда. В 2015, для повышения продаж, в Малайзии стали выпускаться рекламные ролики с Юной (известная в стране певица).

### Производство в Европе
Под лицензией Mondelēz International, в Европе бренд выходит под названием «Mikado» и продаётся в Австрии, Бельгии, Франции, Германии, Греции, Италии, Ирландии, Испании, Швейцарии, Нидерландах, Люксембурге и Великобритании.

### Производство в прочих странах
В США и Канаде pocky можно найти в магазинах азиатской кухни. Однако покки также можно найти в Walmart и Kroger.
В Турции производится компанией Ülker, называясь «Biskrem Bi'stik».
В 2020 году Pocky были сертифицированы книгой рекордов Гиннесса как «Крупнейший бренд печенья в шоколадной глазури». Объем продаж за 2019 превысил 500 миллионов долларов США.

## Дело «Glico Morinaga»
В 1984 года шантажистская группа, известная как монстр с 21 лицом, угрожала отравить всю продукцию «Ezaki Glico» и «Morinaga», из-за чего все экземпляры их продукции были сняты с продажи. Впоследствии камерой видеонаблюдения был заснят мужчина в футболке Ёмиури Джайентс. Как предполагается, этот мужчина был вдохновителем преступной группы. Сразу после этого, фотография с камеры с лицом предположительного участника группы была опубликована в открытые источники.

## Меламиновый скандал
30 сентября 2008 года правительство Гонконга объявило, что в палочках Pocky Men's, покрытых кофейным кремом и производимых в Китае, был обнаружен меламин, превышающий норму в 17 раз. 17 октября 2008 Pocky Men's были запрещены в Шри-Ланке, наряду с 59 другими продуктами, превышающими норму меламина.

## Этимология
Название европейского «Mikado» происходит от одноимённой игры.

## День Pocky
День Pocky & Pretz (яп. ポッキー＆プリッツの日) — ежегодное мероприятия, проводимое 11 ноября. 11 ноября 2012 бренд побил рекорд по упоминаниям в Твиттер (ныне X). В тот день слово «Pocky» упоминалось в 1 843 733 твитах. Книга рекордов Гиннесса подтвердила рекорд. Однако в следующем году, 11 ноября 2013, рекорд был побит — слово «Pocky» упоминалось 3 710 044 раза.